# Kerrie Keane
Kerrie Keane es una actriz canadiense de cine y televisión.

## Carrera
Keane se graduó de la Universidad McMaster como licenciada en arte en 1970. Su carrera cinematográfica temprana incluyó papeles en The Incubus (1982), Spasms (1983), Morning Man (1986) y Bates Motel (1987). En 1987 apareció en la película Obsessed y fue nominada para el Premio Genie de 1989 a la Mejor Interpretación por una Actriz en un Papel Protagónico. Keane también interpretó el papel principal femenino en la película Distant Thunder (1988) y apareció en la película de superhéroes Steel (1997). Fue coanfitriona de What Will They Think of Next? y apareció en episodios de series de televisión como Star Trek: The Next Generation, Matlock y Beverly Hills 90210.

## Filmografía
| Año  | Título          | Rol             | Notas |
| ---- | --------------- | --------------- | ----- |
| 1982 | The Incubus     | Laura Kincaid   |       |
| 1983 | Spasms          | Suzanne Cavadon |       |
| 1986 | Morning Man     | Kate Johnson    |       |
| 1986 | Second Serve    | Meriam          |       |
| 1988 | Distant Thunder | Char            |       |
| 1988 | Malarek         | Claire          |       |
| 1997 | Steel           | Senadora Nolan  |       |
| 2008 | The Lucky 7     | Carrie          | Corto |
| 2013 | The Moment      | Adele           |       |
| 2015 | Cracked         | Theresa         | Corto |
| 2016 | The Accent Wall | Madre           | Corto |